# Vlag van Kazachstan

Vlag van Kazachstan (ratio 1:2)

Dienstvlag ter zee

Oorlogsvlag ter zee

De vlag van Kazachstan werd aangenomen op 4 juni 1992 en bestaat uit een lichtblauw veld, met daarop een vliegende adelaar onder een zon met 32 stralen. Aan de linkerkant van de vlag staat een patroon.

## Symboliek
Het patroon aan de linkerkant beeldt de kunst en cultuur van de Kazachen uit. De lichtblauwe (turkooise) lucht staat voor de Turkse volkeren, waartoe de inwoners van het land (met name Kazakken, Tataren en Oeigoeren) behoren. In de Turkse traditie staat hemelsblauw voor de god Tengri. Tegenwoordig wordt gezegd dat deze kleur voor vrijheid staat. De zon vertegenwoordigt een bron van leven en energie. Het is ook een symbool van rijkdom en overvloed; de zonnestralen staan symbool voor het graan van de steppe dat de basis is van overvloed en welvaart. De gouden adelaar staat voor het rijk van Dzjengis Khan, die de Kazakken regeerde onder een blauwe vlag met een dergelijke adelaar.

## Ontwerp
De hoogte-breedteverhouding van de vlag is 1:2.
De kleuren worden als volgt gespecificeerd:
| Kleurencodering    | Blauw   | Goud    |
| ------------------ | ------- | ------- |
| VTsAMlegprom No.   | 350608  | 020208  |
| Pantone            | 3125 C  | 810 C   |
| Web (hexadecimaal) | #00B0C7 | #FFC91C |

## Geschiedenis
Als deelrepubliek van de Sovjet-Unie had Kazachstan vanaf 1937 een eigen officiële vlag. Dit was een rode vlag met in de linkerbovenhoek de naam van het land in het Russisch en Kazachs onder een gouden hamer en sikkel. In 1940 werd in beide talen de naam iets aangepast. Op 24 januari 1953 werd een nieuwe vlag ingevoerd, die tot het einde van de Sovjet-Unie in gebruik zou blijven (zie de afbeelding).
| Vexillologisch symbool voor een buiten gebruik gestelde vlag | Vexillologisch symbool voor een buiten gebruik gestelde vlag | Vexillologisch symbool voor een buiten gebruik gestelde vlag | Vexillologisch symbool voor een buiten gebruik gestelde vlag |